# Детектор частинок
Детектор частинок — пристрій, який використовується в ядерній фізиці та фізиці елементарних частинок для визначення факту пролітання частинки, її ідентифікації та вимірювання її характеристик — енергії, маси, заряду, спіну тощо.
Детектори, призначені тільки для визначення факту пролітання частинки, часто називаються лічильниками. Детектори, призначені для вимірювання дози поглинутої радіації називаються дозиметрами. Детектори, здатні вимірювати енергію частинки називаються калориметрами.
Існує велике розмаїття детекторів частинок в залежності від типу частинок, діапазону енергії, призначення, будови та принципу дії. Сучасні детектори здебільшого не використовуються поодинці, а як частники складних електронних систем під та комп'ютерів, що дозволють виділити процеси, які відбуваються одночасно, тобто мають одне джерело. Наприклад, для реєстрації народження електрон-позитронної пари необхідно одночасно зафіксувати як електрон, так і позитрон, щоб виділити цей процес із випадкового шуму, коли той чи інший окремий детектор спрацьовує внаслідок випадкового пролітання частинки космічного випромінювання. В сучасних експериментах у фізиці високих енергій, які проводяться на потужних колайдерах при зіткненні прискорених частинок може утворитися дощ і сотень частинок різної природи, що вимагає застосування надскладної системи детектування та ідентифікації. 

## Типи детекторів
- Детектори індивідуального захисту
  - Електроскоп
  - Дозиметр
- Детектори треків
  - Фотопластинка
  - Камера Вільсона
  - Бульбашкова камера
  - Іскрова камера
- Газорозрядні камери
  - Лічильник Гейгера
- Твердотільні детектори 
  - Напівпровідниковий детектор
  - Сцинтиляційний лічильник
  - Черенковський лічильник
  - Детектор перехідного випромінювання